# HMS Truant (N68)
«Труент» (N68) (англ. HMS Truant (N68) — військовий корабель, підводний човен 1-ї серії типу «T» Королівського військово-морського флоту Великої Британії часів Другої світової війни.

## Історія створення
Підводний човен «Труент» був закладений 24 березня 1938 року на верфі компанії Vickers-Armstrongs у Барроу-ін-Фернессі. 5 травня 1939 року він був спущений на воду, а 31 жовтня 1939 року увійшов до складу Королівських ВМС Великої Британії.

## Історія служби
Підводний човен брав активну участь у бойових діях Другої світової війни. «Труент» здійснив 25 бойових походів, бився в Атлантиці, на Середземному морі, в Індійському та на Тихому океані.
Першою та найбільшою перемогою «Труент» була торпедна атака 10 квітня 1940 року на німецький легкий крейсер «Карлсруе» біля міста Крістіансанн, Норвегія, який вивів з ладу силову установку крейсеру з ладу. Внаслідок атаки британського човна «Карлсруе» довелося двома торпедами затопити німецькому міноносцю «Грейф». У травні 1940 року «Труент» напав поблизу норвезького острову Гельмсойя (норв. Hjelmsøya) на британський суховантаж Alster, не підозрюючи, що той нещодавно був захоплений у німців, але його торпеди промахнулися.
22 липня 1940 року «Труент» був помилково атакований підводним човном типу «Рівер» «Клайд», який прийняв його за ворожий підводний човен, втім на щастя торпеди «Клайда» пройшли повз.
У середині 1940 року «Труент» переведений до Середземномор'я, де він потопив низку ворожих кораблів, включаючи італійські торгові судна «Провіденца», «Себастьяно Б'янкі» і «Мультедо», італійські танкери «Бонцо» і «Метеор», італійський допоміжний мисливець за підводними човнами «Ванна», італійське пасажирсько-вантажне судно «Бенгазі» та німецький пароплав «Вірджинія». Під час служби на Середземному морі він також пошкодив невеликий італійський танкер «Прометео» та італійський міноносець типу «Спіка» «Альціоне», які згодом були оголошені тотально зруйнованими й списані. британський човен також безуспішно атакував італійські торгові судна «Утілітас», «Сільвія Трипковіч», «Байнсіцца» та «Арборея», невеликий італійський танкер «Лейборист» та німецьке суховантажне судно «Беллона».
У 1942 році «Труент» перевели на Далекий Схід для дій проти японського судноплавства. Човен брав участь у битві в протоці Бадунг і, помітивши японські сили прикриття, провів торпедну атаку на легкий крейсер «Наґара», але невдало. Він потопив японські торгові кораблі «Яе Мару» і «Шунсей Мару» в Малаккській протоці. «Труент» ледь не потопив великий лайнер, але командир утримався, оскільки були помічені погано відображені медичні знаки (можливо це був «Хікава Мару»). За кілька днів після цього, він вступив у артилерійський бій з вантажним кораблем японської армії Tamon Maru No.1, який потопив. Це був останній патруль британського човна, оскільки у нього почалися проблеми з двигуном.